# Pierre Bonnard

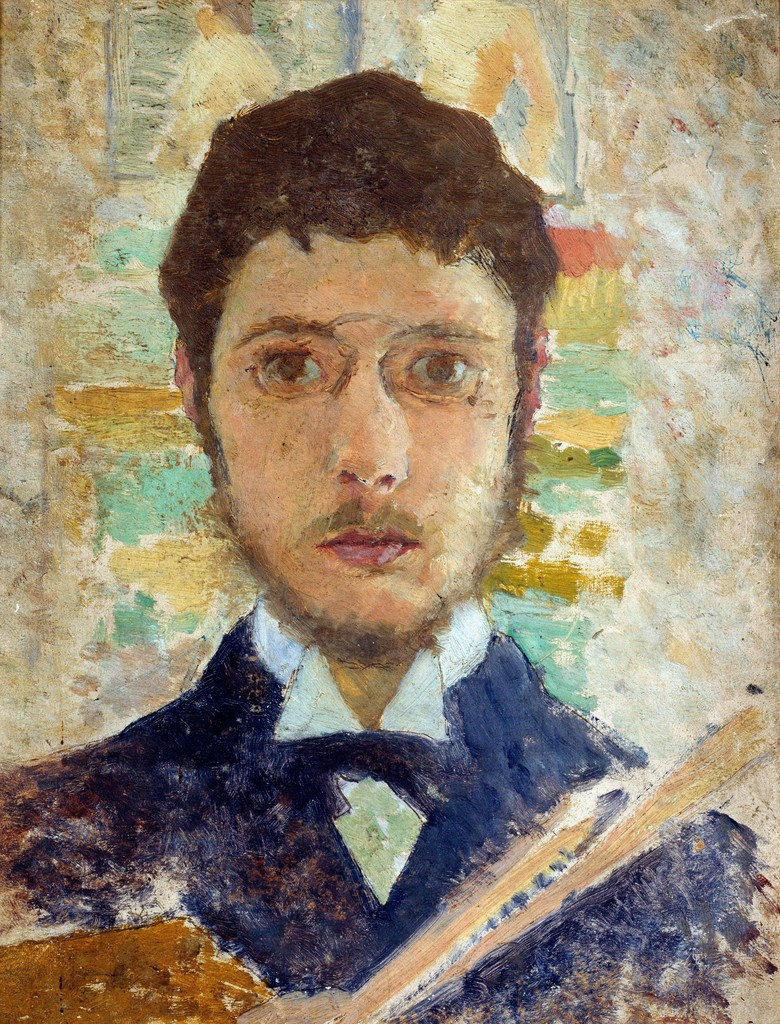
Zelfportret, 1889

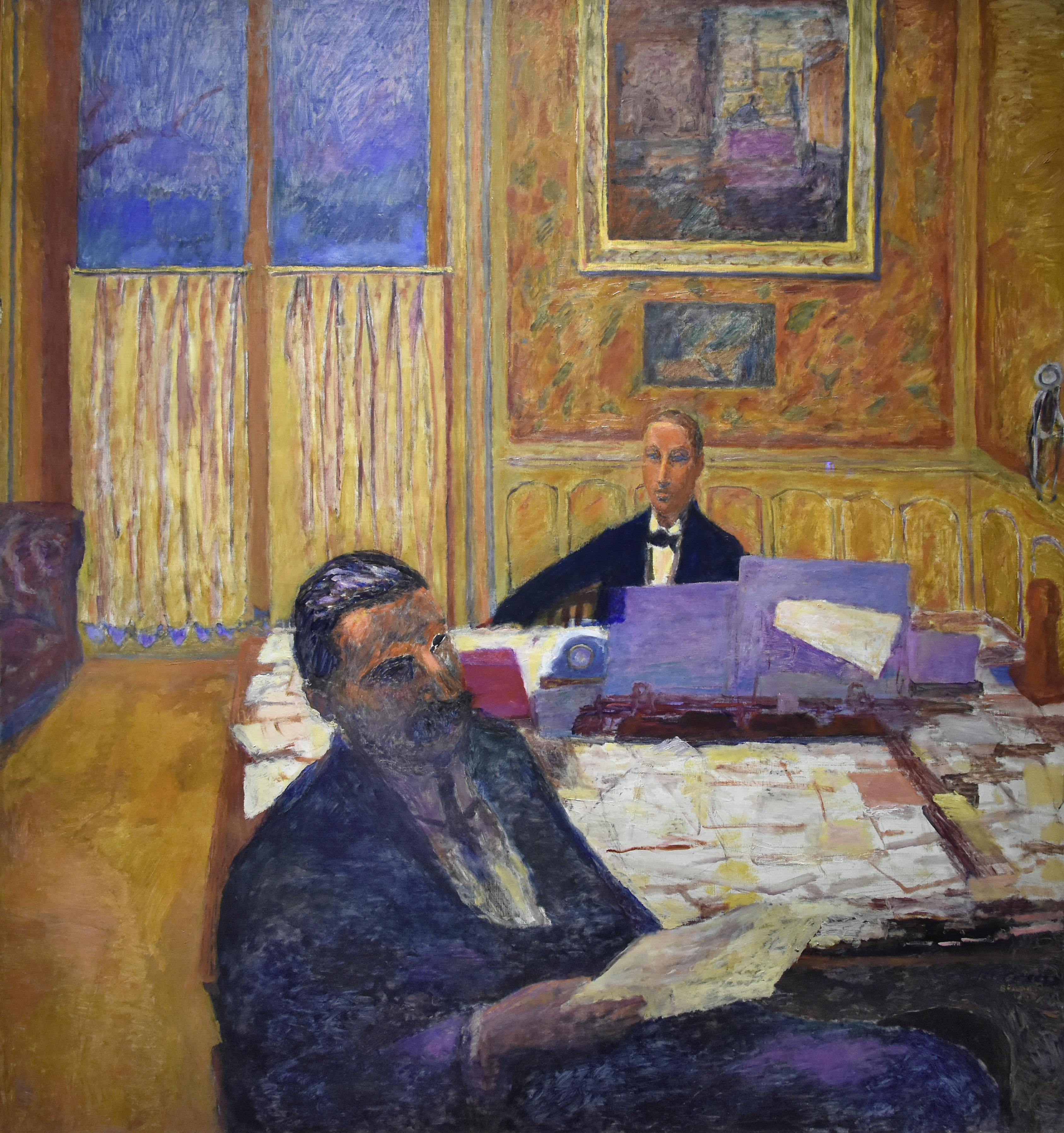
De gebroeders Bernheim-Jeune (1920), Musée d'Orsay, Parijs

Pierre Bonnard (Fontenay-aux-Roses, 3 oktober 1867 – Le Cannet, 23 januari 1947) was een Frans schilder en drukker en stichtend lid van Les Nabis.

## Biografie

### Algemeen
Bonnard werd geboren vlak bij Parijs. In 1887 begon hij een rechtenstudie in Parijs, maar in datzelfde jaar schreef hij zich ook in voor de Académie Julian en in 1888 voor de École des Beaux Arts, waar hij zijn vrienden Ker-Xavier Roussel en Edouard Vuillard zou leren kennen. Na een korte diensttijd gaf Bonnard zijn werk in de rechtspraak op en werd fulltime kunstenaar.
Bonnard is niet gemakkelijk bij een stijl in te delen. In wezen heeft hij zich onafhankelijk van de rest van de wereld ontwikkeld. Bonnard was een stille man, introvert. Hij leefde in afzondering, samen met Maria Boursin (die zich Marthe de Meligny liet noemen), zijn partner. Met Marthe heeft hij zijn leven vanaf zijn 25e tot aan zijn dood gedeeld. In 1925 zijn ze in alle stilte getrouwd, zelfs zijn familie wist daar niet van. Bonnard heeft nooit de neiging gehad om zich te meten met de rest van de wereld, en is qua ontwikkeling zijn eigen weg gegaan. Door de ziekte van zijn vrouw leidde het koppel een geïsoleerd leven. Hij liet een omvangrijk oeuvre na van 2200 schilderijen, veel grafisch werk en tekeningen.
Met zijn vrienden Paul Sérusier, Maurice Denis en Edouard Vuillard hoorde hij tot de oprichters van Les Nabis, een groep van kunstenaars die met name gericht waren op het spirituele en symbolische. Zij stonden voor het primaat van de kleur en de platheid van het beeld. Met name de invloeden van Paul Gauguin zijn terug te zien. In deze tijd gebruikte Bonnard naast het doek ook allerlei andere middelen, hij maakte regelmatig illustraties voor bladen en heeft zelfs een gebrandschilderd raam gemaakt. Zijn eerste solo-expositie, in de Galerie Durand-Ruel in 1896 omvatte schilderijen, posters en litho's. Maar ook daar is hij altijd een uitzondering gebleven. Nooit kwam in zijn werk gewelddadigheid naar voren. Hij keek met genoegen naar de kleine dingen van het leven, en zette dat ook om naar zijn werk. Straatscènes uit Parijs en landschappen uit Zuid-Frankrijk achter een gevulde ontbijttafel vormen een belangrijk deel van zijn werk.
De tijd na Les Nabis startte met een crisis in zijn eigen leven (1914), met een twijfel aan zichzelf. De periode van de man van achter in de veertig die zich afvraagt "wat doe ik nu eigenlijk met m'n leven". Een aantal bijzondere, zeer minutieus samengestelde werken stammen uit die tijd. De criticus John Russell schreef dat hij in die doeken bijzondere kwaliteiten toonde, die de fantasieën van de surrealisten, de kleuren van de fauves en de verschillende gezichtspunten van de kubisten deden verbleken. In zijn latere werk valt op dat steeds vaker de vergezichten vanuit een ruimte bekeken worden. Bonnard schilderde de landschappen zoals gezien door een raam, door een deur. In die landschappen is vaak een menselijke figuur ergens verborgen opgesteld.

### Portretten van Maria Boursin
Een bijzonder deel van het werk van Bonnard zijn de "scènes uit een huwelijk", de naaktportretten van zijn vrouw Maria Boursin (genoemd Marthe) en de zelfportretten die hij maakte kijkend naar zichzelf in de badkamerspiegel. Doordat Marthe leed aan een tuberculeuze laryngitis moest zij als behandeling ervan, veel baden. Zij leed ook aan smetvrees en waste zich geregeld. Van Marthe heeft Bonnard daardoor meer dan 350 naaktportretten gemaakt, veelal in de vorm van naakten in de badkamer met onder meer als titel Naakt in tegenlicht. Het zijn ook portretten van het leven van Pierre en Marthe, van het ouder wordende paar.
Bonnard overleed op 79-jarige leeftijd.

## Bonnardmuseum
Medio 2011 opende in Le Cannet in een gerenoveerde belle-époque-woning een museum met werken van de kunstschilder. Het huis baadt in uitzonderlijk veel daglicht met uitzicht op de Middellandse Zee. Als curator is de Bonnard-kenner Véronique Serrano actief. Het museum herbergt voorlopig een 150-tal werken waaronder 15 schilderijen en verder tekeningen, schetsen, beelden en foto's.

## Wetenswaardig
Gabriel Josipovici schreef een roman over het leven van Pierre en Marthe Bonnard, genoemd Contre Jour: A Triptych after Pierre Bonnard (1984).
In 2023 verscheen de film Bonnard, Pierre et Marthe van Martin Provost met Vincent Macaigne als Pierre Bonnard.